# Maigret und die kleine Landkneipe
Maigret und die kleine Landkneipe (französisch: La Guinguette à deux sous) ist ein Kriminalroman des belgischen Schriftstellers Georges Simenon. Er gehört zur ersten Staffel von 19 Romanen einer Reihe von insgesamt 75 Romanen und 28 Erzählungen um den Kriminalkommissar Maigret. Der Roman entstand im Oktober 1931 in Ouistreham und erschien im Dezember des Jahres beim Pariser Verlag Fayard. Die erste deutsche Übersetzung Maigret und die Groschenschenke von Bernhard Jolles publizierte Kiepenheuer & Witsch im Jahr 1955. Eine Bearbeitung dieser Übersetzung durch Heide Bideau brachte der Diogenes Verlag 1986 unter dem Titel Maigret und die kleine Landkneipe heraus.
Als Kommissar Maigret einen jungen Todeskandidaten im Gefängnis besucht, enthüllt ihm dieser einen Jahre zurückliegenden Mord. Der Täter, ein Stammgast der Landkneipe zum letzten Sou, habe es verdient, ihn aufs Schafott zu begleiten. Doch Maigrets Suche nach der Guinguette mit dem ungewöhnlichen Namen bleibt lange vergeblich, und als er die kleine Landkneipe endlich aufspürt, platzt er mitten in eine feucht-fröhliche Bauernhochzeit.

## Inhalt

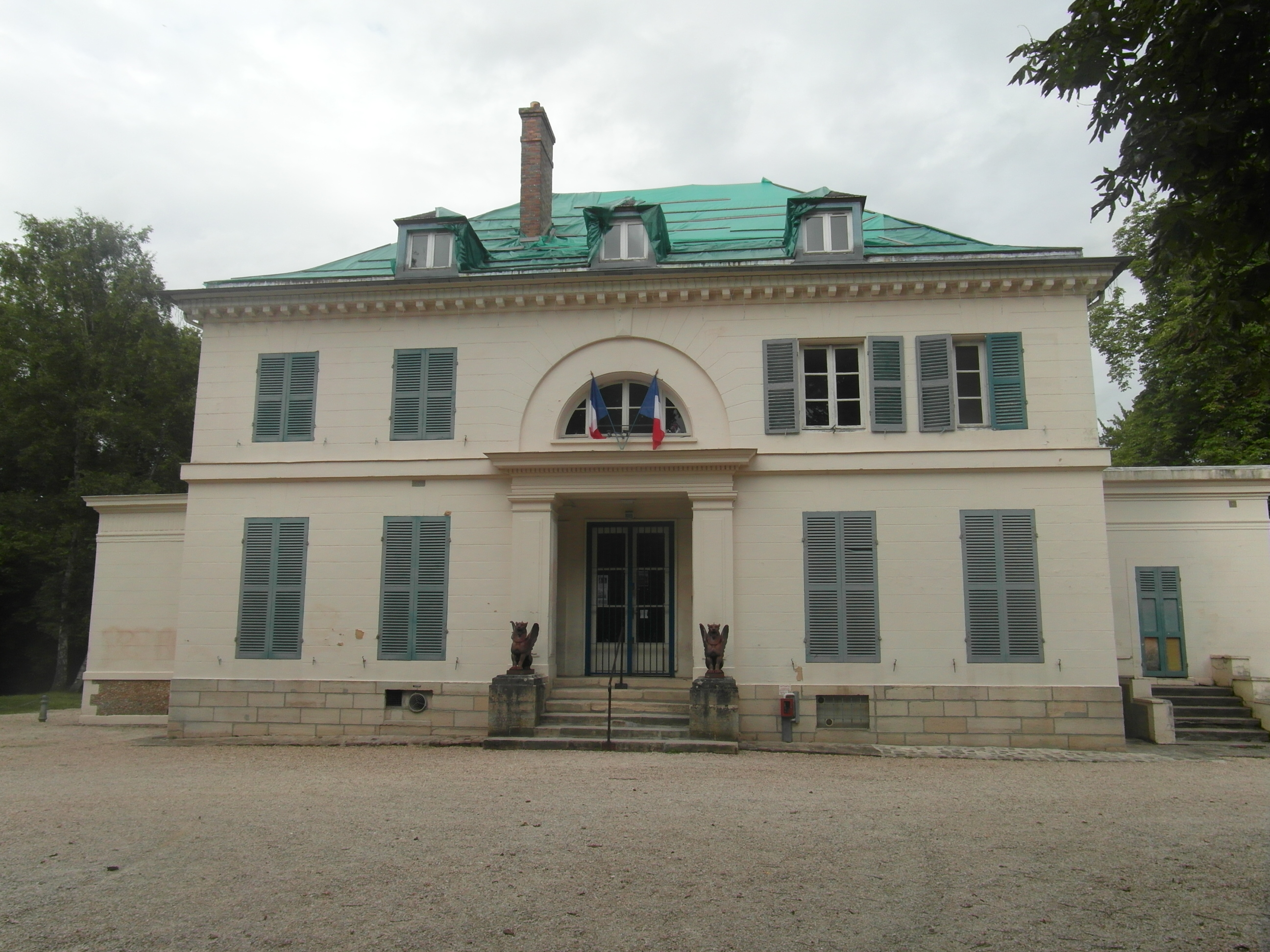
Mairie von Seine-Port

Es ist der 27. Juni in Paris. Kommissar Maigret besucht ein letztes Mal die Gefängniszelle Jean Lenoirs, eines verurteilten Mörders, der den Kommissar bei seiner Festnahme beinahe erschossen hätte. Lenoirs Gnadengesuch ist abgelehnt worden. Die Hinrichtung am Folgetag vor Augen gesteht der 24-jährige Berufsverbrecher dem Kommissar, dass er und sein Freund Victor Gaillard einst Zeugen wurden, wie ein Mann eine Leiche in den Canal Saint-Martin warf. Die Erpressung des Mörders, der ein Stammgast der Landkneipe zum letzten Sou gewesen sei, markierte den Einstieg des damals erst 16-jährigen Lenoir in seine Verbrecherkarriere.
Einen knappen Monat später, am 23. Juli, steckt Kommissar Maigret mitten in den Ermittlungen zu einer Scheckfälscheraffäre. Seine Frau verbringt den Sommerurlaub bei ihrer Schwester im Elsass und wartet ungeduldig, dass ihr Mann nachkommt. Dieser hat noch immer keine Spur von der ominösen Landkneipe, als er zufällig in einem Hutladen einem Mann begegnet, der für die Inszenierung einer Bauernhochzeit in ebenjener Wirtschaft einen abgetragenen Zylinder sucht. Kurzentschlossen verfolgt Maigret den Mann, der sich als der vermögende Kohlehändler Marcel Basso herausstellt und den Kommissar tatsächlich zum gesuchten Landgasthaus führt, das zwischen Morsang-sur-Seine und Seine-Port liegt.
Ein Engländer namens James ist der Mittelpunkt der Gesellschaft, die sich regelmäßig in der Landkneipe zum letzten Sou trifft und deren Zusammenkunft an diesem Wochenende unter dem Motto einer Bauernhochzeit steht. James lädt auch Maigret in den Kreis der vergnügten und alkoholisierten Schar ein, deren ausgelassene Feier erst durch einen Todesfall am folgenden Tag ihr Ende findet: Der Tote ist ein Pariser Wäschehändler namens Feinstein, dessen Gattin Mado für jeden offensichtlich die Geliebte des Kohlehändlers Basso ist, und ausgerechnet jener Basso hält die Mordwaffe in der Hand. Maigret lässt den vermeintlichen Todesschützen festnehmen, doch diesem gelingt die Flucht, und mit James’ tatkräftiger Unterstützung taucht er samt seiner Familie unter.

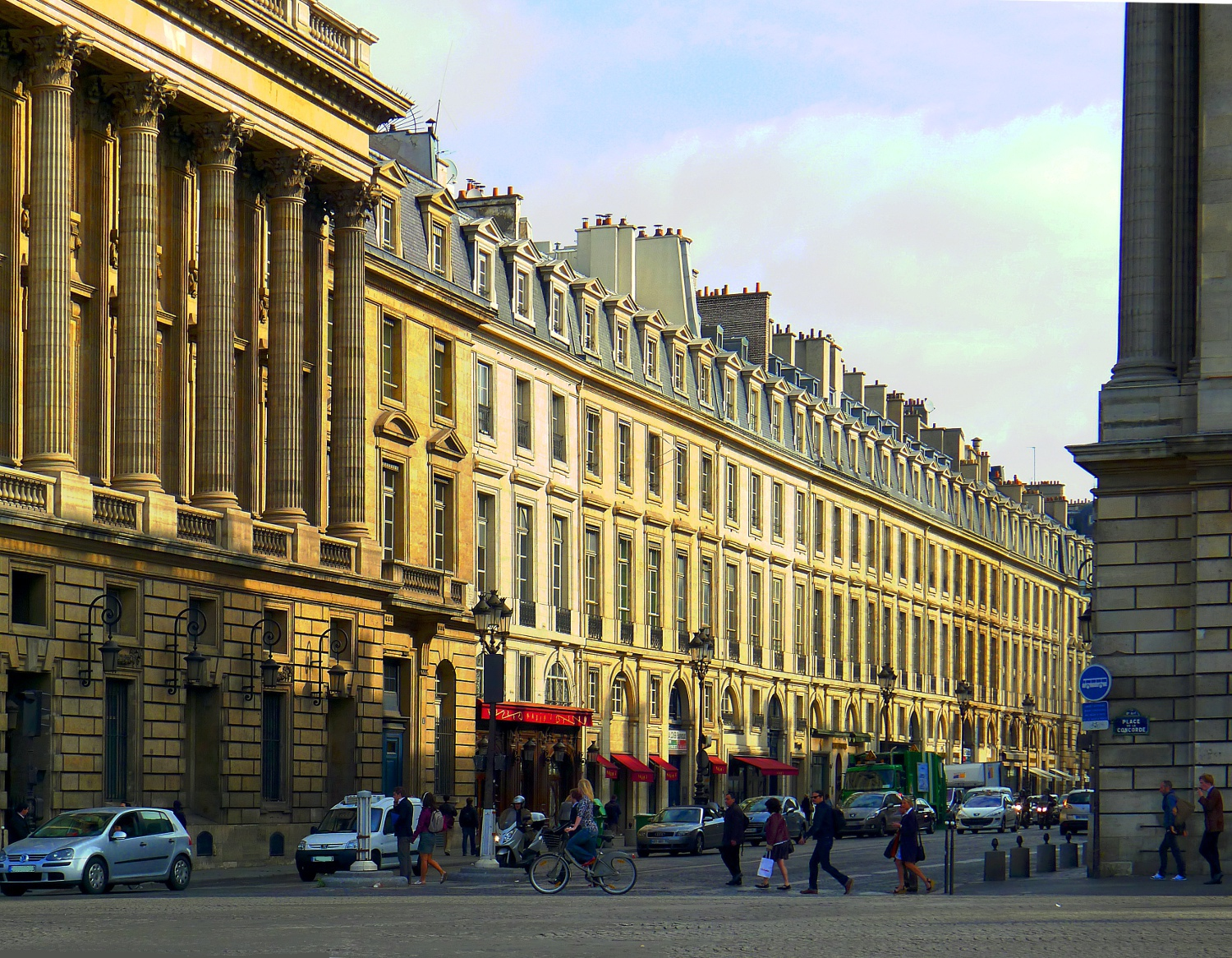
Rue Royale im 8. Arrondissement von Paris

Maigret hält sich an James, der in einer englischen Bank an der Place Vendôme arbeitet und ein unglückliches Eheleben führt, dem er durch ausgedehnte Besuche der Taverne Royale in der Rue Royale zu entfliehen sucht. Doch erst das Auftauchen Victor Gaillards bringt Bewegung in die Ermittlung. Der Freund des hingerichteten Lenoir will dem Kommissar für 30.000 Francs den Mörder verraten, den die beiden jungen Männer einst beobachtet hatten. Zunächst führt er Maigret auf die Spur des vermeintlichen Opfers, eines jüdischen Trödlers und Wucherers, der allseits als Papa Ulrich bekannt war und seit acht Jahren vermisst wird. Maigret findet heraus, dass Feinstein bei jenem Ulrich erhebliche Schulden hatte. Um diese zu tilgen, machte er es sich zum Nebenerwerb, die wechselnden Liebhaber seiner Frau zu erpressen.
Als Basso in La Ferté-Alais aufgegriffen wird, kommt bei einer Gegenüberstellung mit James und Gaillard endlich die Wahrheit ans Licht. Auch James hatte einst eine Affäre mit Mado Feinstein, für die er sich Geld lieh, das er von seinem bescheidenen Gehalt niemals hätte zurückzahlen können. Bei einer handgreiflichen Auseinandersetzung um seine Schulden tötete er den Verleiher Ulrich. Als er daraufhin von Lenoir und Gaillard erpresst wurde, wandte er sich an seinen Freund Basso, der das Schweigegeld vorstreckte. Obwohl er bereits durch James’ Erfahrungen um die Leichtlebigkeit Mados wusste, ließ sich auch der Kohlehändler auf eine Affäre mit der verheirateten Frau ein. Feinsteins Tod war allerdings ein Unfall, der sich ereignete, als dieser Basso mit den Seitensprüngen zu erpressen versuchte. Der Kohlehändler verweigerte die geforderte Zahlung, woraufhin der überschuldete Feinstein theatralisch einen Suizid androhte. Im Gerangel der beiden Männer um die Pistole löste sich der für Feinstein tödliche Schuss. Während Basso aufgrund des Unglücksfalls keine juristischen Folgen zu befürchten hat, ist Maigret betroffen von James’ Geständnis, seiner abgrundtiefen Hoffnungslosigkeit und seinem Lebensüberdruss. Doch bereits wenige Stunden später reist der Kommissar in Ferienstimmung seiner Frau ins Elsass nach, um endlich seinen Sommerurlaub anzutreten.

## Hintergrund

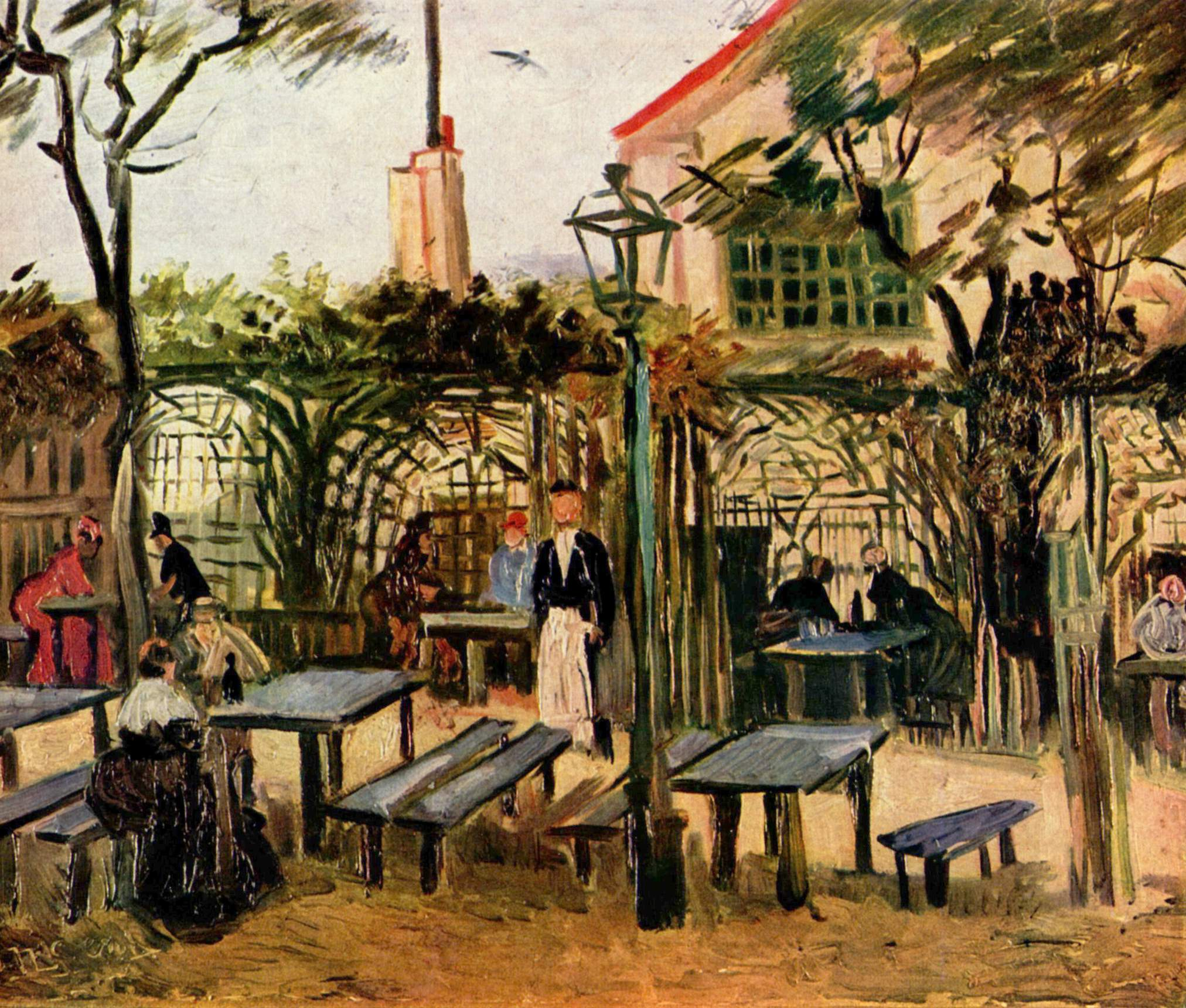
Gemälde La Guinguette von Vincent van Gogh

Eine Guinguette, wie die Landkneipe im französischen Originaltitel La Guinguette à deux sous heißt, ist eine Taverne in den Vororten größerer Städte wie Paris, die sich besonders an den Wochenenden hoher Beliebtheit unter der Stadtbevölkerung erfreute. Laut Michael Dibdin hatten solche Lokalitäten ihren Höhepunkt im Frankreich vor dem Ersten Weltkrieg und verschwanden weitgehend durch den Zweiten Weltkrieg mit wenigen verbliebenen Ausnahmen an der Seine und der Marne. Ihre Gäste stammten überwiegend aus der Mittelschicht, die auf der Suche nach billigen Vergnügungen die Städte verließ, während die Oberschicht den Sommer in ihren Villen verbrachte und die Unterschicht in den Städten zurückblieb. Typisch für die Ausstattung einer Guinguette war das mechanische Klavier, das auf Münzeinwurf Tanzmusik spielte. Ein solches mit französischen Sous betriebenes Klavier verleiht auch der Landkneipe zum letzten Sou im Roman ihren Namen.
Die Landschaft zwischen Morsang-sur-Seine und Saint-Fargeau-Ponthierry, die den Hintergrund des Romans bildet, hatte Simenon 1928 mit seinem ersten Boot Ginette auf der Seine erkundet. Drei unterschiedliche Lokale der Gegend verschmolz er laut den Nachforschungen Claude Menguys zur Guinguette à deux sous. Als Simenon den Roman drei Jahre später niederschrieb, im Oktober 1931, entstand er in einer ganz anderen französischen Region: in der Küstenstadt Ouistreham in der Normandie. La Guinguette à deux sous gehörte zu den insgesamt acht Maigret-Romanen, die Simenon in rascher Folge von März bis Dezember des Jahres verfasste, nachdem die Serie im Februar 1931 mit Maigret und der verstorbene Monsieur Gallet und Maigret und der Gehängte von Saint-Pholien ausgesprochen erfolgreich gestartet war.

## Interpretation
Stanley G. Eskin beschreibt Maigret und die kleine Landkneipe als „Vorstadtgeschichte“, die um eine Femme fatale und ihre zahlreichen Verehrer kreise. Typisch für Simenon ist, dass die Frauenfigur stark und machtvoll ist, zielorientiert und geradeheraus, während sich die Männer als schwach und beeinflussbar erweisen, unfähig, offen mit ihren Frauen umzugehen. Tilman Spreckelsen erinnert der Roman jedenfalls an Georges Brassens’ Chanson Il n’y a pas d’amours heureux („Es gibt keine glücklichen Lieben“). Im Walpurgisnachtstreiben der Kneipengäste und ihrem laxen Verständnis von Liebe und Treue ist das einzige zärtliche Paar jenes, das den ganzen Roman hindurch getrennt ist und nur mittels traurig-liebevollen Telegrammen Kontakt hält: Maigret und seine Frau.
In der Landkneipe zum letzten Sou gerät Maigret laut Klaus N. Frick in eine „Sommerfrischler-Party am Ufer der Seine, mit tanzenden und trinkenden Menschen, mit Liebesverwirrung und Eifersucht“. Patrick Anderson beschreibt „eine lange, leuchtende Szene voller Gelächter, Sonnenlicht und Hemmungslosigkeit, die die Schmerzlichkeit der lebenslangen Jagd der Menschen nach Vergnügung einfängt.“ Laut Peter Foord lauern hinter der Fassade der Feiernden „Gier, Erpressung, Schuld, Untreue, Eifersucht und der Schatten des Mordes“. Trotz der schäbigen Lokalität und der schmierigen Gäste sieht Michael Dibdin in der Guinguette die mythische Kraft eines Zauberwaldes, in den Maigret und die Leser versetzt werden, um allein mittels ihres Verstandes und ihrer Intuition wieder den Weg in die Freiheit zu finden.
Die eigentliche Ermittlung sieht Tim Morris bestimmt durch eine Mischung von fortschrittlichen forensischen Techniken und weitaus altmodischerer Trinkerei. Klaus N. Frick beschreibt: „Maigret scheint in diesem Roman zeitweise kaum zu ermitteln, sondern den Fall fast zu genießen“, wobei er mit Vorliebe mit James in einer Eckkneipe sitzt, dem Alkohol frönt und seine Blicke umherschweifen lässt. Peter Foord sieht so die ganze Ermittlung bestimmt durch James träges Tempo und seine demonstrativ zur Schau getragene Gleichgültigkeit, von der sich Maigret zunächst verstört zeigt, um dann mehr und mehr Sympathie für den Engländer zu entwickeln. Tim Morris weist darauf hin, dass Simenon, wie in einigen seiner frühen Romane, mit der Beschreibung des jüdischen Trödlers antisemitischen Stereotypen unangenehm nahekommt. Doch er gleiche dies aus, indem er seinen Kommissar den ganzen Roman hindurch die nicht-jüdischen Mörder zweier jüdischer Opfer jagen lasse.
An einer zentralen Stelle des Romans beschreibt Kommissar Maigret seine Vorgehensweise bei einer Ermittlung, womit Simenon laut Thomas Narcejac seine persönliche Definition eines Kriminalromans postuliert: „Zuerst galt es, mit einem unbekannten Milieu Kontakt aufzunehmen, Beziehungen zu Menschen anzuknüpfen, von denen man nicht das mindeste wusste, in eine kleine Welt vorzudringen, die durch ein Verbrechen aus den Fugen geraten war.“ Die Phase der Aufnahme der Witterung empfinde Maigret immer als besonders faszinierend. „Dann plötzlich hatte man das eine Ende des Fadens in der Hand, der Anfang der zweiten Phase war gemacht, die eigentliche Untersuchung konnte beginnen, das Räderwerk lief an.“ Im beschleunigten Tempo dieser Phase bis zur endgültigen Enthüllung gelte es für den Ermittler nicht mehr, den Lauf der Geschehnisse voranzutreiben, sondern nur noch, ihnen zu folgen und sie unter Kontrolle zu halten.
Als „Musterroman einer existentiellen Prosa“ beurteilt Josef Quack Maigret und die kleine Landkneipe. In keinem anderen Roman der Maigret-Serie werde „so ausführlich über Verhängnis und Verzweiflung reflektiert“. Das Thema wird zu Beginn mit dem Geständnis des Mörders eingeführt, der die volle Verantwortung für seine Taten übernimmt und jeden sozialen Determinismus ablehnt. Im Gegensatz dazu steht der schicksalsgläubige Kohlehändler Basso, der sich mit seiner überstürzten und letztlich unnötigen Flucht selbst jene Situation schafft, die ihm unerträglich wird. James hingegen spricht am Ende die vollständige Hoffnungslosigkeit aus, den Abscheu über das Elend seiner gesamten Existenz, so dass Kommissar Maigret den Eindruck hat, „nie in eine so tiefe, so schwarze Verzweiflung hinabgeblickt zu haben.“ Für diese existentielle Verzweiflung bildete die allwöchentliche ausgelassene Fröhlichkeit in der Guinguette nur eine Maske.

## Rezeption
Die Heilbronner Stimme urteilte über Maigret und die kleine Landkneipe: „Es ist ein wundervolles Verbrecherspiel, das Simenon sich da in jungen Jahren ausgedacht hat, und zugleich ein fein beobachtetes Gesellschaftsporträt im Frankreich jener Jahre.“ Klaus N. Frick lobte: „Maigrets Milieu-Beschreibungen sind messerscharf; mit wenigen Sätzen schafft er Stimmung, setzt er klare Akzente.“ Es werde „nicht geschwafelt, da wird klar erzählt und die Handlung mit vielen Dialogen vorangetrieben. Brillant. Wieder einmal!“ Für Patrick Anderson bietet der Roman ebenso wie Maigret und die Keller des „Majestic“ „solide Polizeiarbeit, aber darüber hinaus sind sie charmante und manchmal magische Beschwörungen eines Paris, das inzwischen lange verschwunden ist.“ Das Alter merke man den Romanen nur in Äußerlichkeiten und ihrer Gewaltlosigkeit an, nicht jedoch in ihrer Schreibweise: „Ironisch, subtil, humanistisch sind diese Maigret-Bücher so zeitlos wie Paris selbst.“
Im Dezember 1932 bezog Roger Dévigne La guinguette à deux sous in eine Auswahl der zehn größten Meisterwerke nach 1918 ein, die er für Le Petit Journal ermittelte. Kirkus Reviews fand im Sammelband, der auch Maigret bei den Flamen enthielt, zwei weitere „Heldentaten“ Kommissar Maigrets, dessen eigenwillige Methoden sich bei der Lösung der Fälle als erstklassig erwiesen. Zur Aufklärung führt laut British Book News in beiden Fällen „sorgfältige Beobachtung seiner Verdächtigen und bedächtiges Zusammentragen kleiner Hinweise.“ Dabei ist es laut Kliatt Young Adult Paperback Book Guide insbesondere der Schreibstil und Ton, der Simenons Romane aus der übrigen Kriminalliteratur hervorhebe. Die Verzweiflung der involvierten Personen werde durch die psychologische Zeichnung in einer einzigartig berührenden Weise eingefangen.
Die Romanvorlage wurde zweimal verfilmt. In der Folge The Wedding Guest der britischen TV-Serie Maigret spielte 1962 Rupert Davies den Kommissar Maigret. 1975 folgte ihm Jean Richard in der französischen Fernsehserie Les Enquêtes du Commissaire Maigret. Im deutschen Rundfunk entstanden zwei Hörspieladaptionen. 1959 produzierte der Südwestfunk ein Hörspiel unter der Regie von Gert Westphal, den Maigret sprach Leonard Steckel. Zwei Jahre später folgte eine Produktion des Bayerischen Rundfunks mit Paul Dahlke und Traute Rose unter der Regie von Heinz-Günter Stamm. Anlässlich der Veröffentlichung der Hörspielproduktion des BR auf CD bemerkte Konrad Heidkamp jenseits allen Retro-Charmes „jene anheimelnde existenzielle Leere, die Simenon […] zum Vorläufer Albert Camus’ gemacht hat.“ Insbesondere Horst Frank spreche „wunderbar gelangweilt“.

## Ausgaben
- Georges Simenon: La Guinguette à deux sous. Fayard, Paris 1932 (Erstausgabe).
- Georges Simenon: Maigret und die Groschenschenke. Übersetzung: Bernhard Jolles. Kiepenheuer & Witsch, Köln 1955.
- Georges Simenon: Maigret und die Groschenschenke. Übersetzung: Bernhard Jolles. Heyne, München 1967.
- Georges Simenon: Maigret und die kleine Landkneipe. Übersetzung: Bernhard Jolles und Heide Bideau. Diogenes, Zürich 1986, ISBN 3-257-21428-6.
- Georges Simenon: Maigret und die kleine Landkneipe. Sämtliche Maigret-Romane in 75 Bänden, Band 11. Übersetzung: Bernhard Jolles und Heide Bideau. Diogenes, Zürich 2008, ISBN 978-3-257-23811-2.